# André Higelin
André Higelin (Mulhouse, Francia; 26 de abril de 1897-21 de junio de 1991) fue un gimnasta artístico francés, subcampeón olímpico en 1924 en el concurso por equipos.

## Carrera deportiva
En las Olimpiadas celebradas en Amberes (Bélgica) en 1920 consigue el bronce en el concurso por equipos "sistema europeo", tras los italianos (oro) y los belgas (plata), y siendo sus compañeros de equipo los gimnastas: Georges Berger, Émile Bouchès, René Boulanger, Alfred Buyenne, Léon Delsarte, Lucien Démanet, Paul Durin, Georges Duvant, Fernand Fauconnier, Arthur Hermann, Albert Hersoy, Eugène Cordonnier, Auguste Hoël, Louis Kempe, Georges Lagouge, Paulin Lemaire, Ernest Lespinasse, Émile Martel, Jules Pirard, Eugène Pollet, Georges Thurnherr, Marco Torrès, François Walker, Julien Wartelle y Paul Wartelle.
Y en los JJ. OO. de París 1924 gana la plata en el concurso por equipos, de nuevo tras los italianos y por delante de los suizos, siendo sus compañeros en esta ocasión: Léon Delsarte, François Gangloff, Jean Gounot, Arthur Hermann, Eugène Cordonnier, Joseph Huber y Albert Séguin. También ganó el bronce en la prueba de barra horizontal.